# Ausonius
Decimus Magnus Ausonius sau Ausoniu (n. circa 310 - d. 395) a fost un poet latin. Ausoniu s-a născut în regiunea Burdigal, Galia, în prezent Bordeaux, Franța.

## Opera
- „Parentalia”
- „Însemnări zilnice” („Ephemeris”)
- „Idile” („Liber eclogarum”)
- „Epitafe” („Epitaphia”)
- „Mosella”